# Prostituzione minorile (ordinamento italiano)
Il reato di prostituzione minorile è un delitto previsto dal codice penale italiano all'art. 600 bis. Tale tipologia di reato rientra tra i delitti contro la persona, disciplinati nel Libro II, Titolo XII del codice.

## Elemento oggettivo del reato

### L'ipotesi prevista dal I comma
Il reato è consumato da chiunque 
1. recluta o induce alla prostituzione una persona di età inferiore agli anni diciotto;
2. favorisce, sfrutta, gestisce, organizza o controlla la prostituzione di una persona di età inferiore agli anni diciotto, ovvero altrimenti ne trae profitto.

La pena è la reclusione da sei a dodici anni e la multa da euro 15.000 a euro 150.000 .

### L'ipotesi prevista dal II comma
Al secondo comma della norma è prevista la consumazione del reato qualora l'agente compia atti sessuali con un minore di età compresa tra i quattordici e i diciotto anni, in cambio di un corrispettivo in denaro o altra utilità, anche solo promessi. La pena è la reclusione da uno a sei anni e la multa da euro 1.500 a euro 6.000.

## Elemento soggettivo del reato
Per la consumazione di tale reato è previsto il dolo generico, ossia la volontà, da parte dell'agente, di compiere gli atti vietati dal precetto della norma.
Tuttavia dal 2012, per tutti i delitti contro la personalità individuale, compresa quindi la prostituzione minorile, è stato introdotto un profilo parziale di colpa, poiché, a norma dell'art. 602-quater c.p., "il colpevole non può invocare a propria scusa l'ignoranza dell'età della persona offesa, salvo che si tratti di ignoranza inevitabile."

## Testi normativi
- Codice penale italiano